# Motortrafikled

Vägmärket för motortrafikled.

En motortrafikled är en vägtyp som har särskild skyltning och särskilda regler som innebär att endast motorfordon som inte är långsamtgående får färdas på den, och oftast många fler regler. Motortrafikleder är normalt (och alltid i bland annat Sverige och Schweiz) fria från korsningar i samma plan, men enligt FN:s konventioner behöver de inte vara det. En motortrafikled är relativt ofta mötesfri, men långt ifrån alltid. Sedan 1990-talet har de flesta motortrafikleder i Sverige byggts om och fått mitträcken, vilket innebär att de blivit mötesfria, växelvis indelade i 2+1 körfält. Sådana vägar är inte vanliga i andra länder, eftersom de där vanligen inte byggts med så breda vägrenar.

## Särskilda regler för motortrafikled
Detta är trafikregler för motortrafikled i Sverige. Dessa regler gäller i stort sett över hela Europa med vissa avvikelser:
- endast motorfordon eller motorfordon med tillkopplat fordon som är konstruerade för och får framföras med en hastighet av minst 40 kilometer i timmen får färdas på motortrafikled, det vill säga ej gående, cykel, moped (gäller både klass 1 och klass 2) eller traktor etc...
- fordon får föras in på en motortrafikled endast vid vägens början eller på en påfartsväg och föras av motortrafikleden endast på en avfartsväg eller vid dess slut
- fordon får inte föras på eventuell skiljeremsa eller på en tvärgående förbindelseväg mellan körbanorna. Ibland finns ingen skiljeremsa på en motortrafikled. Mitträcken som är monterade i asfalten räknas också som skiljeremsa[3]
- fordon får inte vändas eller backas på motortrafikled
- fordon får inte stannas eller parkeras annat än på platser som utmärkts med ett vägmärke som parkerings- eller rastplats. (gäller även Norge där det förekommer plankorsningar. En grundregel är att man får stanna om det är nödvändigt på grund av trafiken, t.ex. väjningsplikt eller kö) Bussar i linjetrafik får dock stannas vid särskilt anordnade hållplatser.
- det finns i Sverige ingen lagregel om hastighetsgräns på motortrafikled utöver vad som gäller vanliga vägar (70 km/h om inget annat anges).[4] Den vanligaste hastighetsgränsen på motortrafikled i Sverige är 100 km/h. Se Motortrafikleder i Sverige för en lista. Vissa länder har fastställda standardgränser, till exempel Polen med 120 km/h för motortrafikled med mittremsa och minst 2+2 filer och 100 km/h med 1+1. I Tyskland förekommer fri fart på vissa motortrafikleder utformade som motorvägar, såvida det inte är skyltat om begränsad hastighet.

## Mindre skillnader mellan olika länder

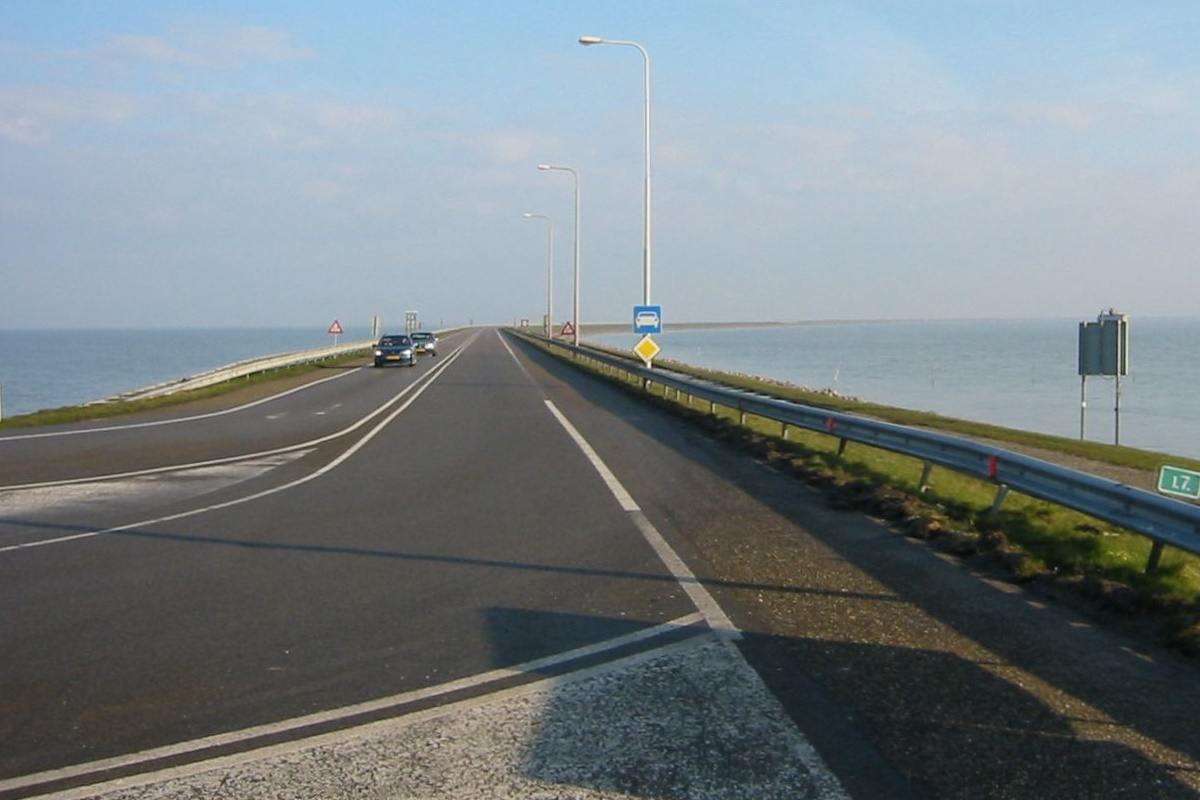
Motortrafikled N302 på dammbyggnaden Houtribdijk över IJsselmeer, Nederländerna

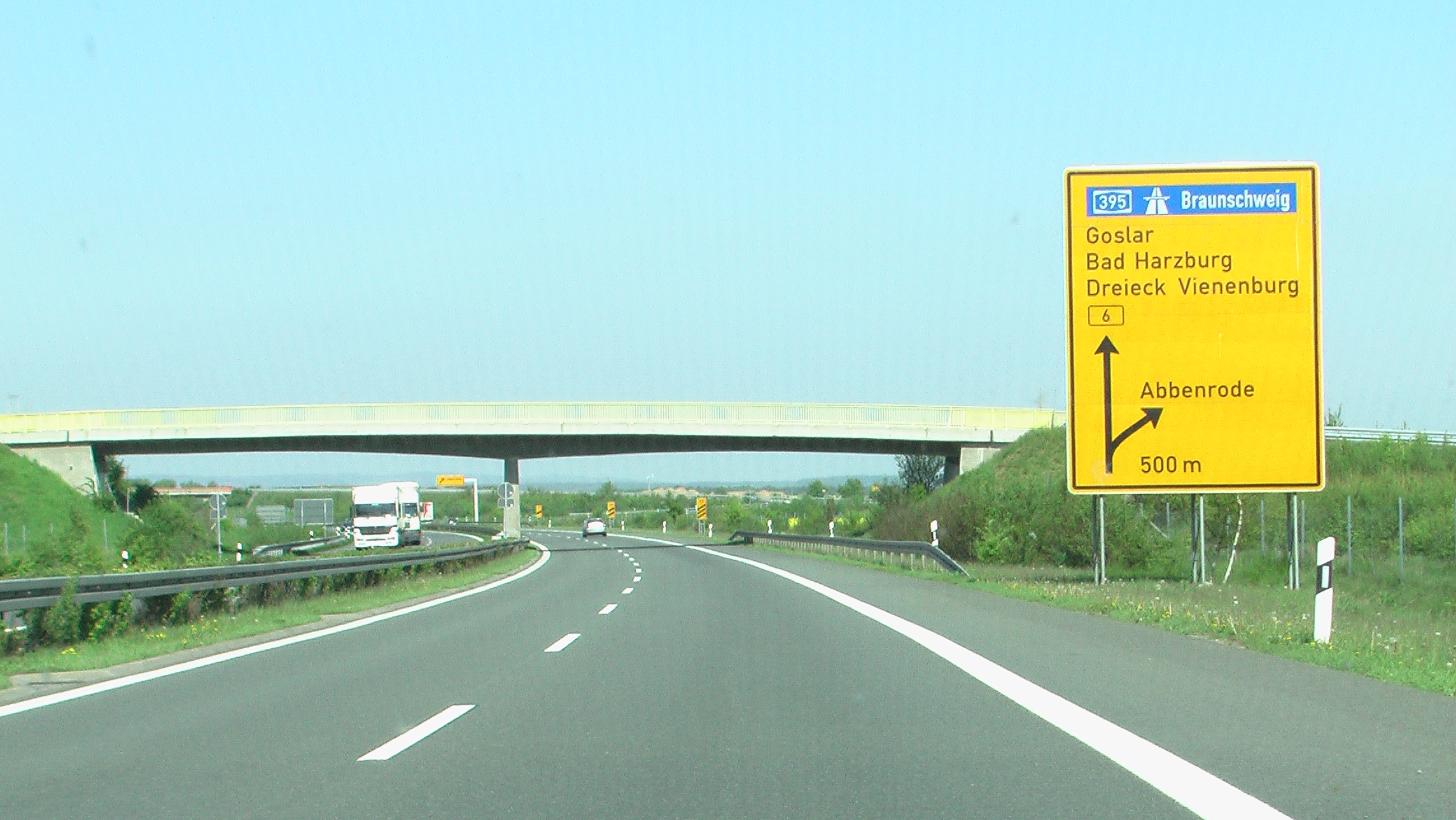
Motortrafikled B6 i Tyskland

Det är inte riktigt samma gemensamma principer för motortrafikledsmärket och vägens standard som för motorvägar mellan Europas länder. En gemensam regel är förbud mot långsamma fordon.
Konventionen om europavägar nämner "expressway", som får ha korsningar, dock minst med vänstersvängficka. Konventionen om vägmärken skriver om skylten att den betyder "väg för motorfordon". Det står bara att vägen är reserverad för motorfordon och inte får ha privata väganslutningar.
Vanligast är dock att korsningarna är planskilda, och i de fall korsningarna inte är planskilda är de i allmänhet mera trafiksäkert utformade än korsningar i samma plan vanligtvis är. I allmänhet är det också förbud mot att stanna, backa och vända.
Av de motortrafikleder som finns, är många mötesfria och försedda med mittremsa. Standarden på dessa vägar är mycket nära motorvägsstandard, men en vanlig skillnad i jämförelse med motorvägar är att av- och påfarter är utformade som t-korsningar eller mynningar, vilka ansluter till en körbana där all trafik löper i samma riktning. Det finns också vägar, som till fullo uppfyller kraven för att förklaras för motorväg, men trots detta endast förklarats för motortrafikled.
Hastighetsgränsen varierar mellan olika länder. En vanlig gräns är 100 km/h. I Danmark är 90 km/h vanligt och i Norge 80 km/h (dessa länder har vanligen inte mötesseparerade motortrafikleder). I Tyskland är 120 km/h vanligt, men fri fart kan gälla om vägen är utformad som en motorväg.
I vägatlaser brukar motortrafikleder markeras. Men en del som markeras är fyrfältsvägar som inte är motortrafikleder, olika principer för olika länder. Man brukar dock komma fram snabbare på dem än på vanliga landsvägar. I vissa fall markeras en del motortrafikleder som motorvägar. Detta kan bero på att vägen kan ha en standard som i praktiken är samma som motorväg, eller i fallet Norge att båda typerna före 2006 kallades motorvei.

## Länder med speciella villkor

### Spanien
I Spanien markeras många huvudvägar som motortrafikleder i kartor. Somliga av dessa skyltas dock med en helt Spanien-unik skylt och har normalt fyra körfält, och är normalt korsningsfria. Skylten finns inte heller med i konventionen. Vägarna kallas autovía och betraktas av många som motorvägar, men är i praktiken något mitt emellan motorvägar och motortrafikled. I Spanien finns även vägar som skyltas med den normala skylten för motortrafikled. Därför är det ofta svårt att se på en karta om det är en väg enligt den standard kallad autovía eller om det är en motortrafikled. En del vägar kan till och med byta standard på sin sträckning, men på en karta kan det se ut som om den har samma standard. Det finns nämligen ett nät motorvägar i Spanien som kallas autopista och har den normala motorvägsskylten. Autovía har ibland något lägre standard – till exempel saknas ofta vägren, och ibland har vägbanan ett körfält mindre – men ska enligt reglerna vara korsningsfria och ha mittbarriär, och helst fyra eller fler filer. Det finns även motortrafikleder som skyltas med den normala skylten för motortrafikled.

## Historia

### Sverige
De första motortrafiklederna byggdes på 1960-talet i Sverige som "halva motorvägar" och klassades och skyltades som motorvägar. Själva begreppet och symbolen för motortrafikled uppstod inte förrän 1967 i samband med högertrafikomläggningen då en del vägomläggningar gjordes i Sverige. Då skyltades vägarna som motortrafikleder för första gången.
Under 1970– och 80-talen byggdes mängder med motortrafikleder i Sverige. De ansågs vara säkrare än vanlig landsväg utan långsamgående trafik och med planskilda korsningar, samtidigt som de var billigare att bygga än motorvägarna. Under en period på 1980-talet byggdes knappt några motorvägar i Sverige, bortsett från E6 i Halland, medan betydligt fler motortrafikleder byggdes under samma tid.

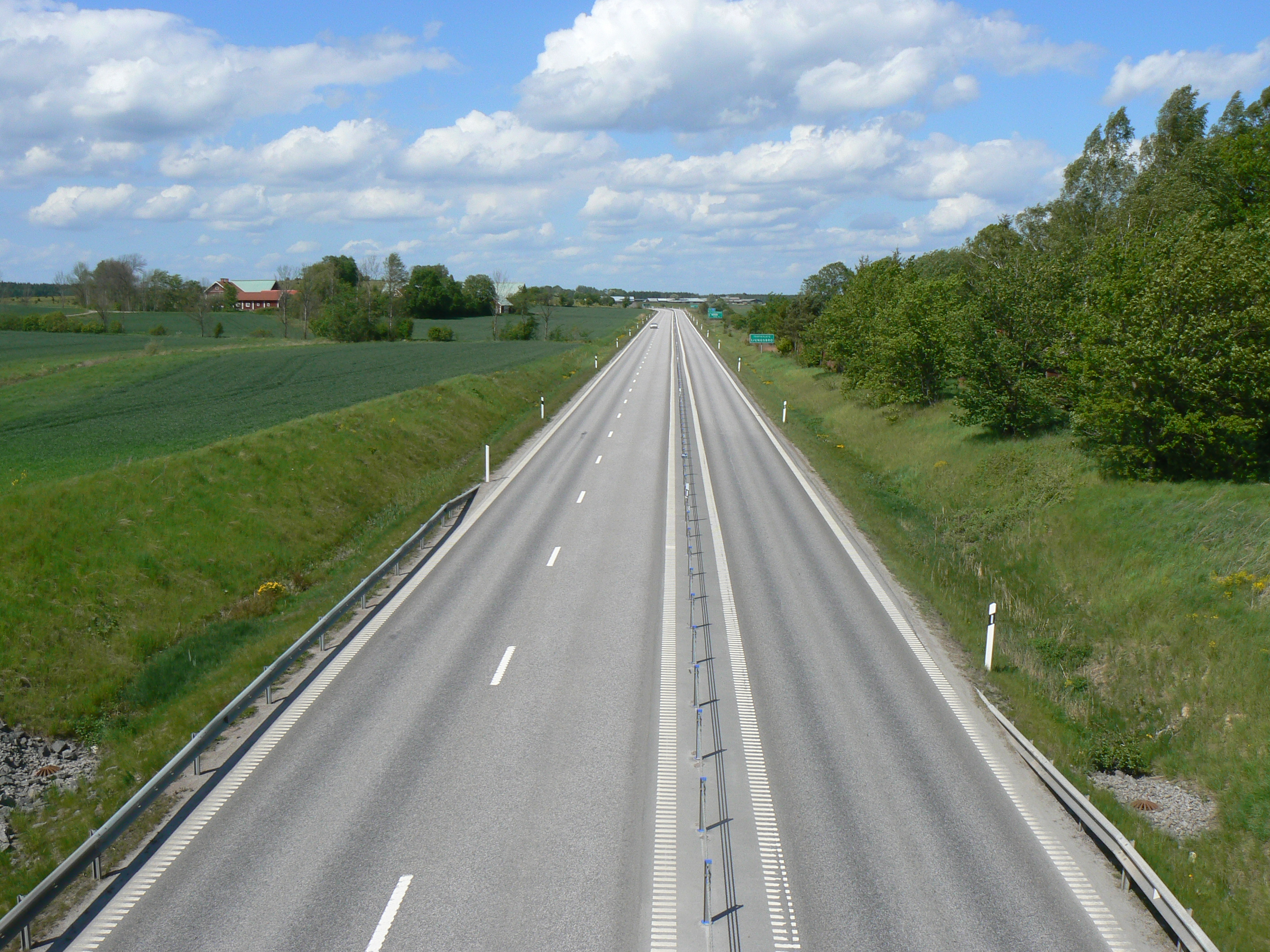
Mötesfri motortrafikled på Riksväg 34

Men så i slutet av 1980-talet svängde det igen. Undersökningar visade att trafikolyckorna inte minskade på motortrafiklederna utan hade på vissa håll ökat jämfört med den gamla vägen. Kombinationer som motorvägsliknande utformning men utan att vara en motorväg (mötande trafik), för mycket trafik, monoton utformning med mera ledde till att trafikolyckorna var särskilt många på motortrafiklederna.[källa behövs] Då svängde pendeln och under början av 1990-talet byggdes flera motortrafikleder om till motorvägar och blev därmed trafiksäkrare. I mitten av 1990-talet upphörde även detta förfarande, då Vägverkets anslag sjönk i samband med regeringens besparingsprogram.[källa behövs] Sedan dess har motortrafiklederna antingen byggts om till planskilda 2+2-vägar, som är smalare och har annan profil än motorvägar, eller som 2+1-väg. År 2012 fanns endast 20 km motortrafikled kvar av den gamla sorten med breda vägrenar och mötande trafik, medan 390 km byggts om till mötesseparerade vägar.

## Skyltning på motortrafikled

### Symbolen för motortrafikled
Symbolen för motortrafikled ska alltid finnas vid motortrafikledens början. Påfarter ska också alltid ha skyltar med denna symbol som visar att trafikanten kör in på en motortrafikled. Vid en motortrafikleds slut ska ett likadant märke finnas fast med ett rött streck som ska visa att motortrafikleden tar slut. Även avfarter från motortrafikleden ska alltid vara försedda med en skylt som markerar motortrafikledens slut. Skylten innebär att trafikregler för motortrafikled gäller. Det innebär bland annat att gående, cyklister, mopeder och långsamtgående fordon inte får framföras på vägen.
Dessa skyltar finns främst i Europa och möjligen i enstaka länder i Europas närhet.[källa behövs] Längre bort från Europa används den däremot inte. Skylten finns med i konventionen om vägtrafik i Europa. Enligt konventionen tillåts att skylten antingen finns i grönt eller blått. Tidigare har också mörkblått tillåtits. Skylten föreställer en bil. Innebörden av symbolen betyder egentligen att vägen är reserverad för motorfordon. Den finns i samtliga europeiska länder som har motortrafikled. Förutom färgen kan vissa mindre skillnader förekomma. Det handlar bland annat om formatet. Skillnaden framgår på bilderna som visar en grön skylt från Sverige och en blå skylt från Nederländerna. Vissa länder har mer rektangulär form på skylten, medan andra länder kan ha en skylt som är mer kvadratisk. Vad som också kan skilja sig är formen på bilen på skylten. I vissa länder som Sverige är bilen lite rund i formen och har ett lite äldre utseende med bland annat runda strålkastare. Bilen på den svenska skylten är eventuellt utformad med Volvo Amazon som förebild, fast med lite ändrad grill. Andra länder har med tiden moderniserat bilen på skyltarna och gjort bilen lite rakare och med mer rektangulära strålkastare för att mer likna en modern bil. Skillnaden anses som betydelselös eftersom symbolen är densamma och är förståelig oavsett variant.

### Vägvisning på motortrafikled

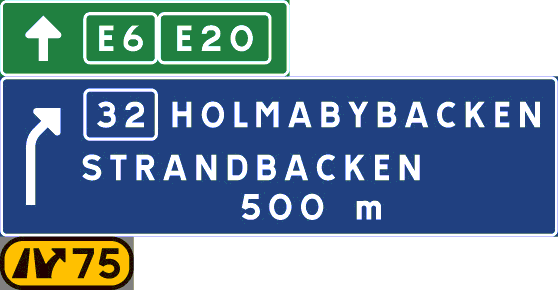
Förberedande information om en avfart

Skyltning på motortrafikled följer i en del länder i Europa samma standard som för motorväg. Eftersom trafikanterna ofta färdas i högre fart än på normala landsvägar är det större krav på läsbarhet. Skyltarna ska därför vara större än de är på de normala landsvägarna. Även texten är normalt sett större på skyltarna på motortrafikled, åtminstone i Sverige. Symboler på skyltar ska också vara tydliga och dessa utgår från europeisk standard. Ofta har dock motortrafikleder samma hastighetsgräns som liknande landsvägar, och de högre kraven beror på deras högre status, ett slags "halva motorvägar".
I vissa europeiska länder skyltas motortrafikled med samma färg på vägvisningsskyltar som för motorvägar, till exempel i Ungern, Schweiz och Sverige. I andra länder används normal landsvägsfärg, till exempel i Norge, Danmark, Nederländerna, Tyskland och Italien. Detta beror på olika filosofier runt skyltningen på motortrafikleder. Vissa länder betraktar motortrafiklederna som en sorts enklare motorvägar och skyltar är för vägarna på samma sätt som sådana. Exempelvis har Norge till och med 2005 officiellt kallat sina motortrafikleder för motorvei klasse B (bland allmänheten motorvei). Detta trots att dessa vägar inte alls liknar motorvägar då de oftast består av en fil i varje riktning utan mitträcke och utan någon vägren som kan användas för att underlätta omkörning. Trafikplatser används generellt vid av- och påfart, men i vissa undantag kan icke planskilda korsningar tillåtas. I en del länder som Norge har färgen för motorvägsskyltning ansetts locka till högre farter, varför Norge under 00-talet övergick till landsvägsfärg.

## Avfartsnummer

Symbol för avfartsnummer

I vissa länder finns avfartsnummer på motortrafikled. Det gäller oftast motortrafikleder som i praktiken utgör delar av ett motorvägsnät inom landet. I vissa av länderna är enbart motortrafikleder som i praktiken är förlängningar av motorvägssträckor, eller sammankopplade på annat sätt med motorvägar, försedda med avfartsnummer. I Sverige är motortrafikleder som i praktiken utgör delar av motorvägssträckor försedda med avfartsnummer, medan övriga avsnitt oftast saknar detta. Det handlar främst om motortrafikleder som är anslutna till längre motorvägar som till exempel E4 mellan Kånna och Toftaholm i Småland som i praktiken egentligen fungerar som en del i en lång motorvägssträcka. I Spanien har vägar av typen autovía avfartsnummer. Även Schweiz och Tjeckien tillhör de länder som har avfartsnummer på ett antal vägar som är klassade som motortrafikled.

### Sverige
Sedan sommaren 2004 har de svenska motorvägarna börjat förses med nummer för trafikplatserna. Detta sker efter förebild från bland annat Tyskland. I vissa fall har även motortrafikleder fått detta system.

## "Stumpar"
Vägar som mynnar ut på motorvägar eller motortrafikleder kan skyltas som motortrafikleder från sista plankorsningen, även om de har ett medelmåttigt format, för att inte trafik som är otillåten på motorväg/motortrafikled skall hamna på en sådan.

## Motortrafikleder
- Motortrafikleder i Sverige